# Paul Albert Kopetzky

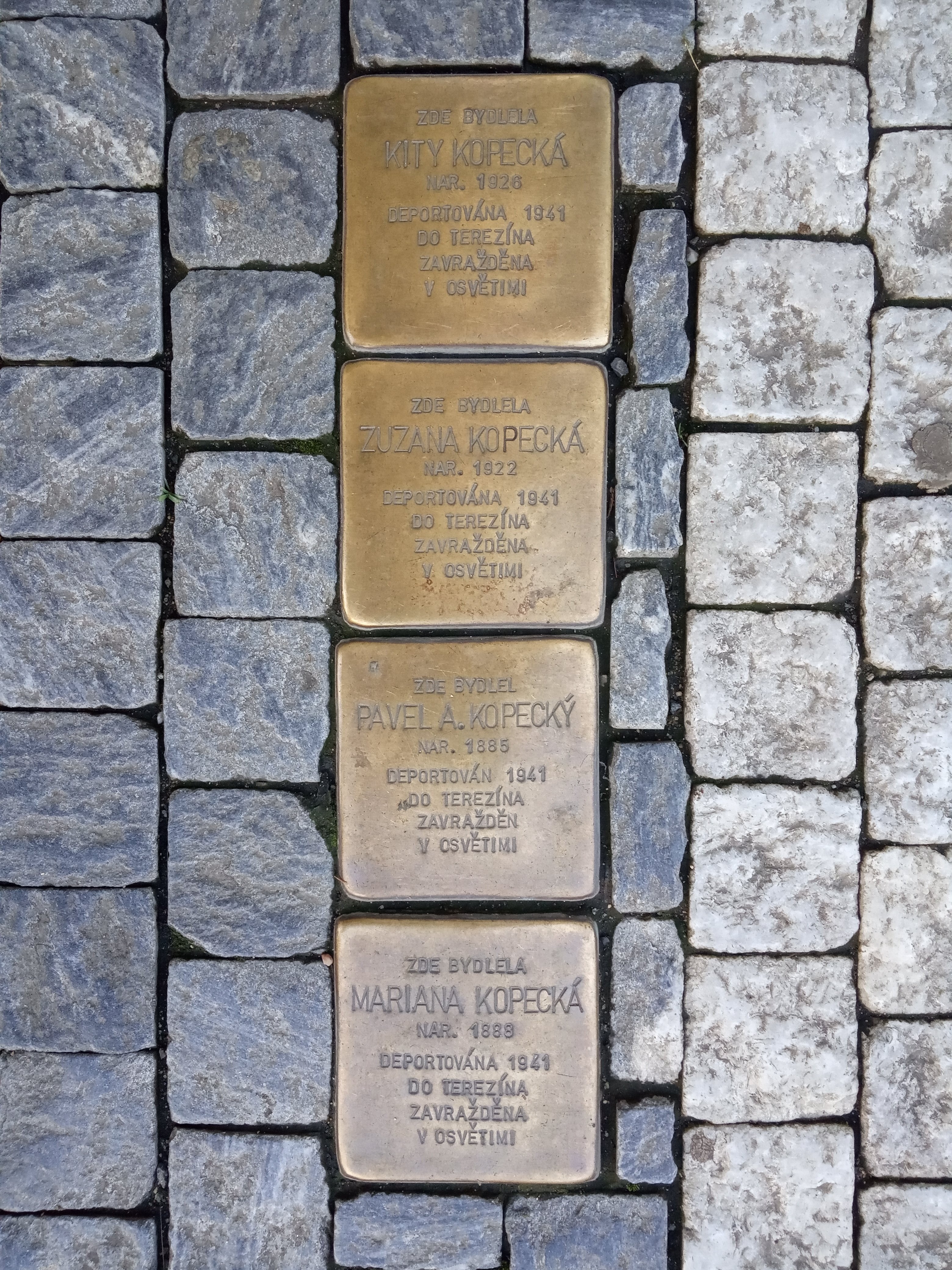
Stolpersteine in Prag, Politických Vězňů 12

Paul Albert Kopetzky, tschechisch Pavel Albert Kopecký, (geboren 23. Dezember 1885 in Pardubitz, Österreich-Ungarn; gestorben 15. Mai 1944 im KZ Auschwitz) war ein tschechoslowakischer Architekt.   

## Leben
Paul Albert Kopetzkys Leben ist nur wenig erforscht. Er besuchte die Deutsche Technische Hochschule Prag unter anderem bei Jan Kotěra. Er entwarf Grabmäler, von denen sich einige auf dem Neuen Jüdischen Friedhof Prag befinden. Er war Mitglied der Freimaurerloge Lessing zu den drei Ringen und entwarf Logenabzeichen und Bijous. 
Für das Kaufhaus Poldi in Prag gestaltete er ein stählernes Eingangsportal. Kopetzky arbeitete für Industrie- und Bergbauunternehmen außerhalb Prags. Er schrieb Zeitungsartikel für das Prager Tagblatt und Beiträge für die Zeitschriften „Industriebau“ und Bohemia.  
Kopetzky wurde 1941 im Ghetto Theresienstadt inhaftiert und von dort am 15. Mai 1944 in das KZ Auschwitz deportiert.

Werke
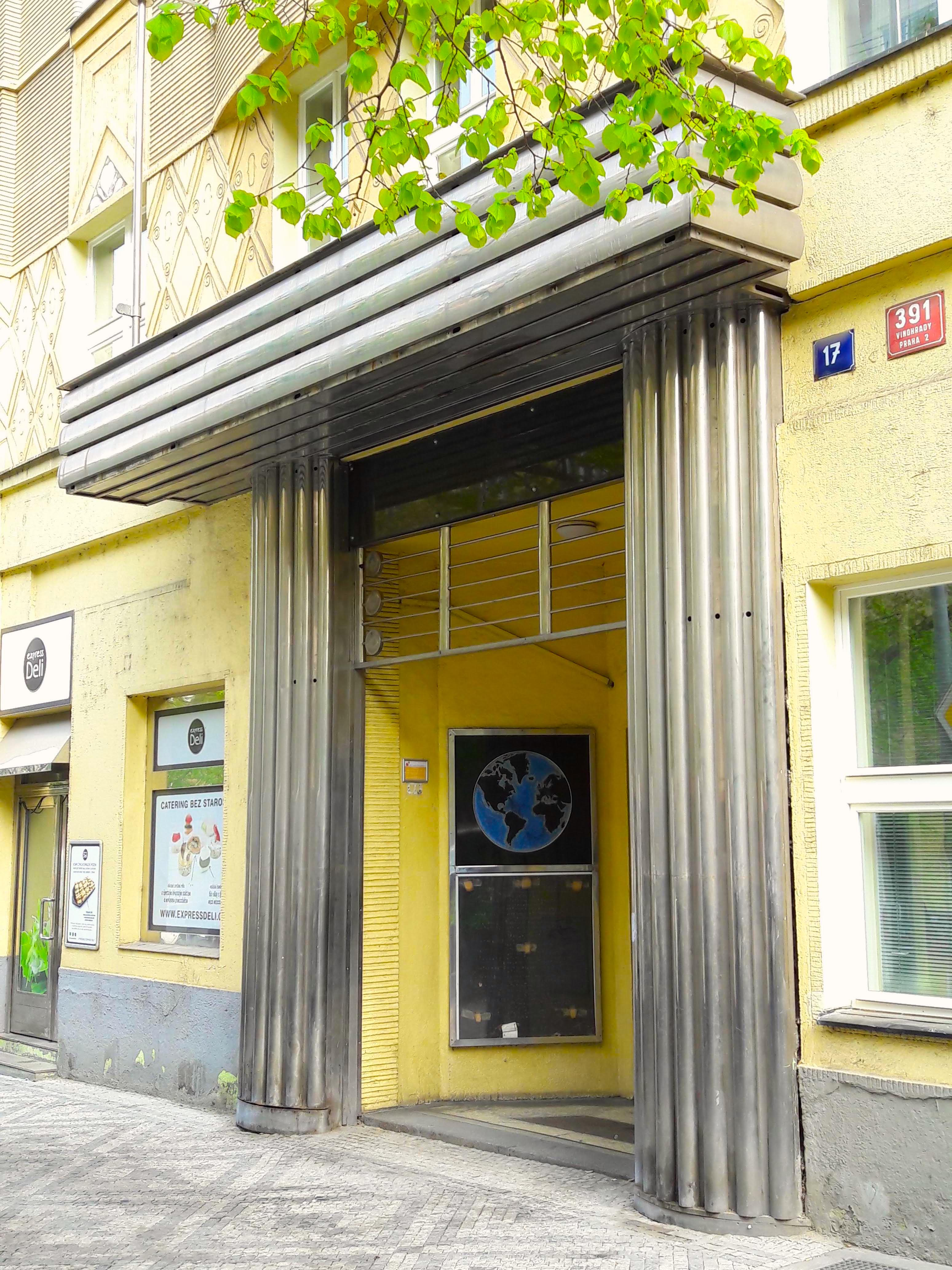
Eingangsbereich zum Kaufhaus Poldi
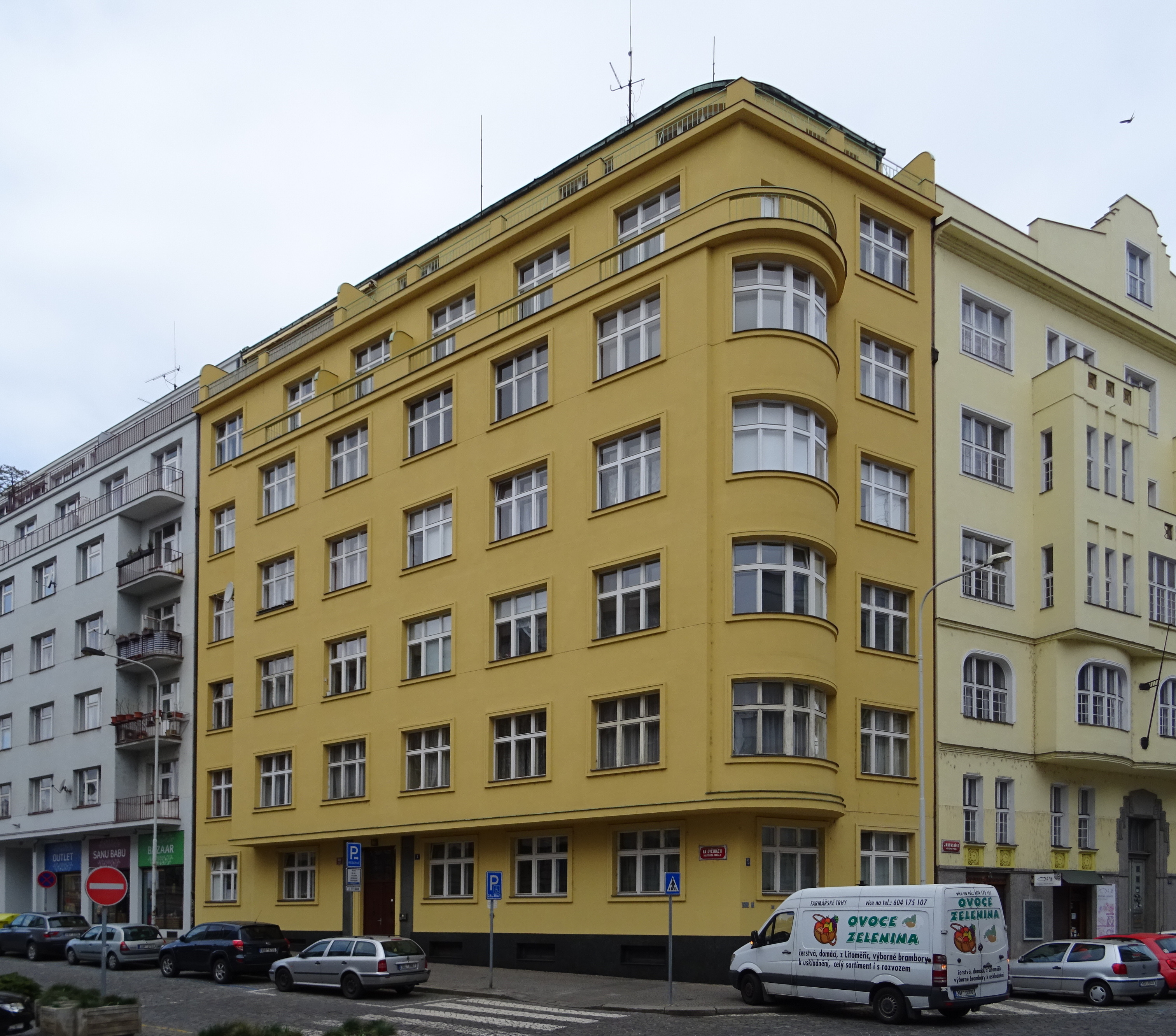
Wohnhaus in der Na Ovčinách 2
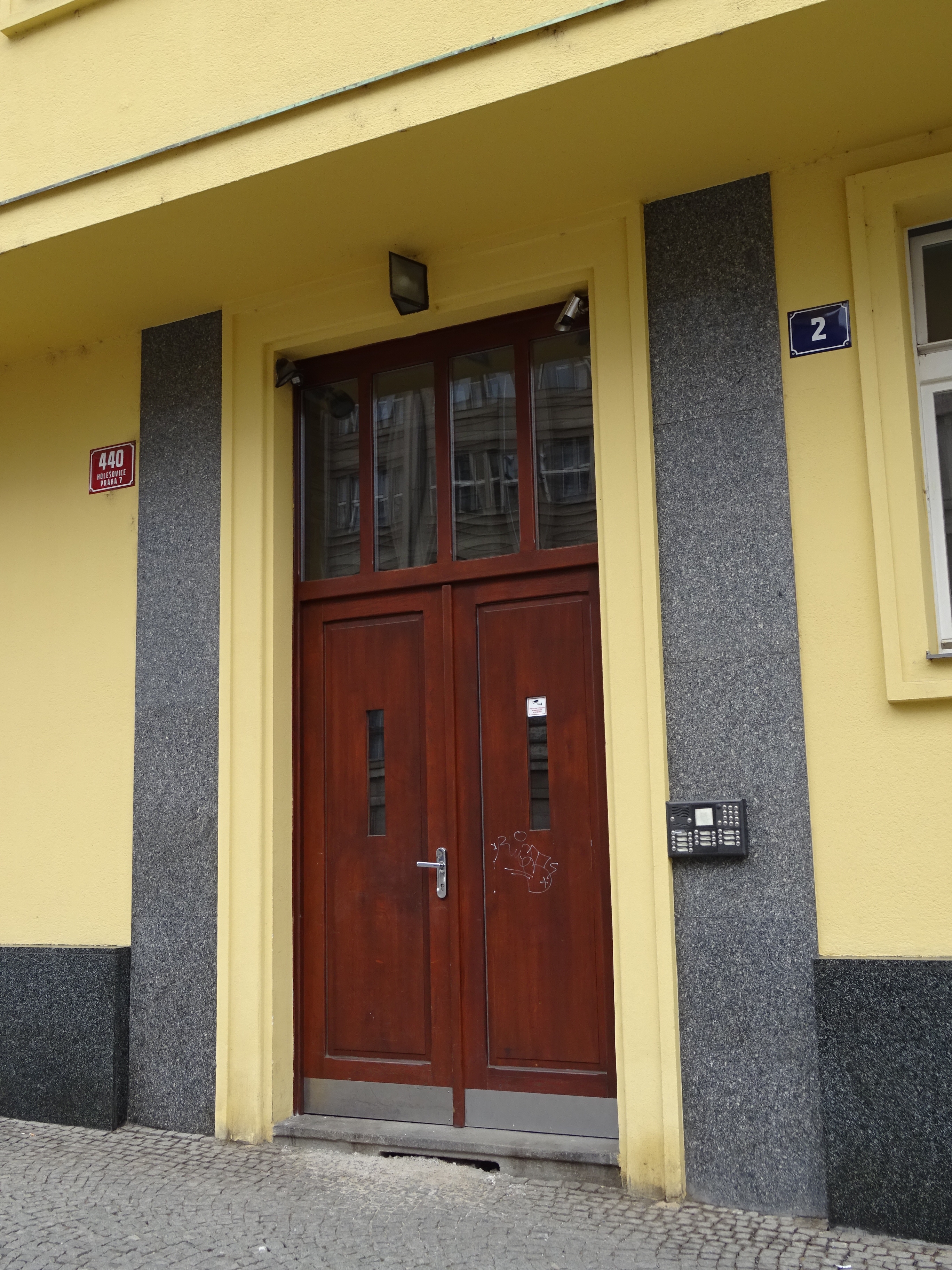
Na Ovčinách, Detail
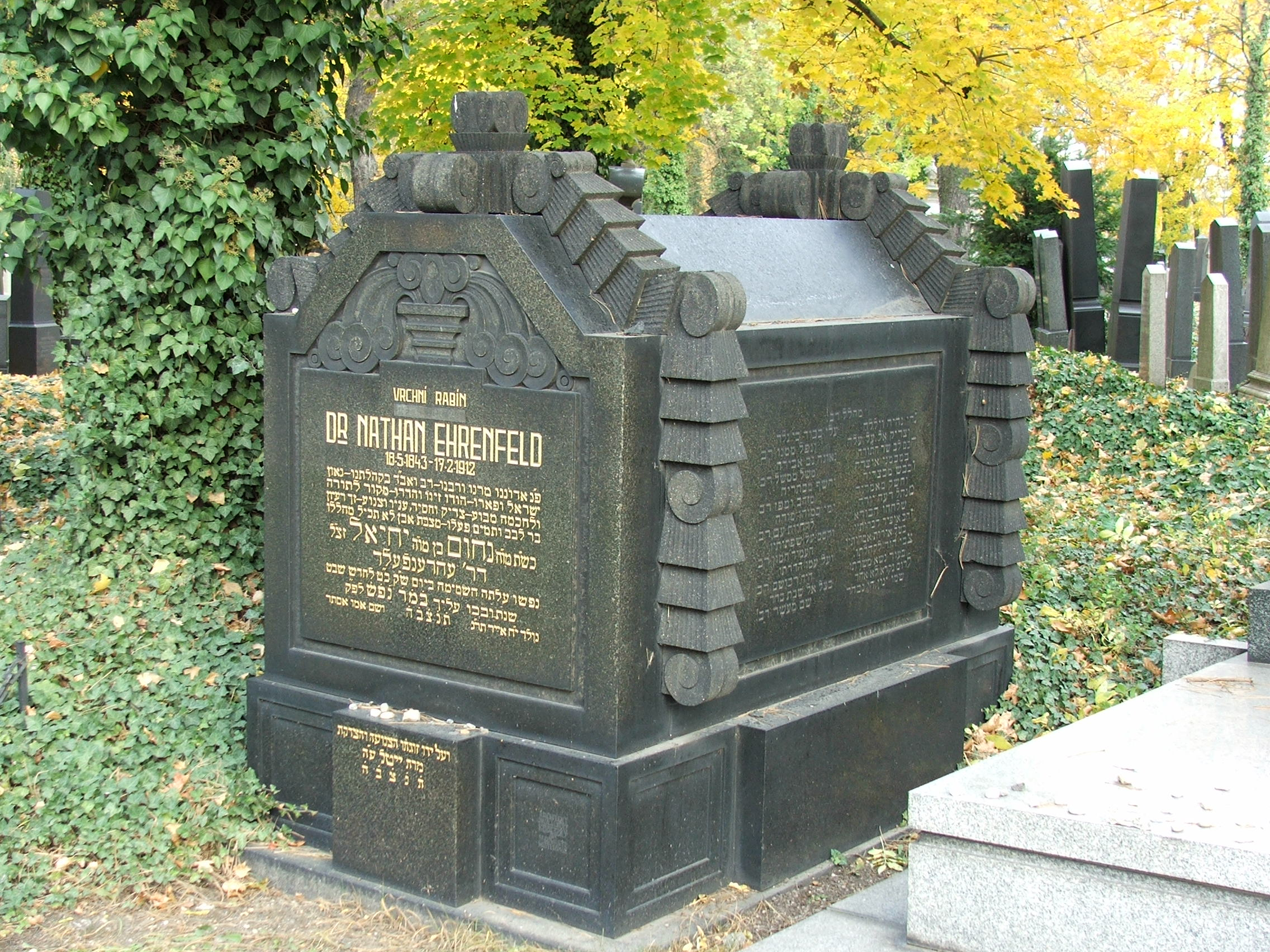
Grabmal Nathan Ehrenfeld